# Cuestión prioritaria de constitucionalidad (Francia)
La «cuestión prioritaria de constitucionalidad» es el derecho que se reconoce a cualquier persona que sea parte en un proceso o en una instancia de afirmar que una disposición legislativa vulnera los derechos y libertades garantizados por la Constitución.
Si se reúnen las condiciones para la admisibilidad de la cuestión, el Consejo Constitucional, a cuyo examen se someterá dicha cuestión mediante remisión del Consejo de Estado y el Tribunal Supremo, deberá pronunciarse y, en su caso, derogar la disposición legislativa.
La cuestión prioritaria de constitucionalidad fue instaurada por la reforma constitucional de 23 de julio de 2008. Antes de la reforma, no era posible impugnar la conformidad con la Constitución de una ley que ya había entrado en vigor. Desde ahora, los justiciables gozarán de este derecho en virtud del artículo 61-1 de la Constitución.

### Artículos
- Mazeaud, Pierre (3 de enero de 2008). «L'exception d'inconstitutionnalité». Recueil Dalloz (en francés) (París: Dalloz) 2008 (1): 64-.
- Badinter, Robert; Charrière-Bournazel, Christian; Chaton, Bruno; Le Prado, Didier; Salas, Denis (enero de 2010

-mars). «La question prioritaire de constitutionnalité en débat». Constitutions (en francés) (París: Dalloz) 2010 (1): 21-34.
- Guillaume, Marc (2010). «QPC : textes applicables et premières décisions». Les Nouveaux Cahiers du Conseil constitutionnel (en francés) (París: Dalloz) (29): 21-61. Consultado el 30 de mayo de 2012.
- Rousseau, Dominique (26 de enero de 2010). «Vive la QPC ! La quoi ?». Gazette du Palais (en francés) (París: Lextenso éditions) (26): 13-. Consultado el 30 de mayo de 2012.
- Sarkozy, Nicolas (2010). «Entrée en vigueur de l'article 61-1 de la Constitution». Les Nouveaux Cahiers du Conseil constitutionnel (en francés) (París: Dalloz) (29): 11-19. Consultado el 30 de mayo de 2012.
- «12 questions-réponses sur la question prioritaire de constitutionnalité». Les Nouveaux Cahiers du Conseil constitutionnel (en francés) (París: Dalloz) (29): 121-124. 2010. Consultado el 30 de mayo de 2012.

### Libros
- Balladur, Édouard, ed. (2007). Une Ve République plus démocratique (en francés). París: La Documentation française. ISBN 978-2-213-63620-7. Consultado el 30 de mayo de 2012.
- Perrier, Jean-Baptiste, ed. (2011). La question prioritaire de constitutionnalité (en francés). Préface de Jean-Louis Debré. París: Presses Universitaires d'Aix-Marseille. ISBN 2-7314-0770-0.

### Web
- «Conseil constitutionnel» (en francés, español, alemán, inglés, italiano). Consultado el 21 de mayo de 2012.